# Dance with the One That Brought You
Singles de Shania Twain
What Made You Say That
(1993) You Lay a Whole Lot of Love on Me
(1993)
Pistes de Shania Twain
2-You Lay a Whole Lot of Love on Me 4-Still Under the Weather
Dance with the one that brought you est le second single extrait du premier album de Shania Twain. C'est une ballade country mi-tempo écrite par Samuel Harpin Hogin et Gretchen Peters.

## Vidéoclip
Le vidéoclip figure un couple de personnes âgées allant à une soirée country. La chanteuse à cette soirée est Shania Twain et la dame dans le couple se remémore des souvenirs d'époque où elle et son époux allaient dans la même salle de danse pour des soirées sur la chanson Dance With The One That Brought You.